# Championnat du Rondônia de football
 (février 2025).
Si vous disposez d'ouvrages ou d'articles de référence ou si vous connaissez des sites web de qualité traitant du thème abordé ici, merci de compléter l'article en donnant les références utiles à sa vérifiabilité et en les liant à la section « Notes et références ».
Le championnat du Rondônia de football ou championnat rondoniense (campeonato rondoniense en portugais) est une compétition de football qui réunit les clubs de l'État du Rondônia, au Brésil. Il est organisé depuis 1945.

## Palmarès[1],[2]
| Année | Champion             |
| ----- | -------------------- |
| 1945  | Ypiranga (1)         |
| 1946  | Ferroviário (1)      |
| 1947  | Ferroviário (2)      |
| 1948  | Ferroviário (3)      |
| 1949  | Ferroviário (4)      |
| 1950  | Ferroviário (5)      |
| 1951  | Ferroviário (6)      |
| 1952  | Ferroviário (7)      |
| 1953  | Ypiranga (2)         |
| 1954  | Moto Clube (1)       |
| 1955  | Ferroviário (8)      |
| 1956  | Flamengo (1)         |
| 1957  | Ferroviário (9)      |
| 1958  | Ferroviário (10)     |
| 1959  | Ypiranga (3)         |
| 1960  | Flamengo (2)         |
| 1961  | Flamengo (3)         |
| 1962  | Flamengo (4)         |
| 1963  | Ferroviário (11)     |
| 1964  | Ypiranga (4)         |
| 1965  | Flamengo (5)         |
| 1966  | Flamengo (6)         |
| 1967  | Flamengo (7)         |
| 1968  | Moto Clube (2)       |
| 1969  | Moto Clube (3)       |
| 1970  | Ferroviário (12)     |
| 1971  | Moto Clube (4)       |
| 1972  | Moto Clube (5)       |
| 1973  | São Domingos (1)     |
| 1974  | Botafogo (1)         |
| 1975  | Moto Clube (6)       |
| 1976  | Moto Clube (7)       |
| 1977  | Moto Clube (8)       |
| 1978  | Ferroviário (13)     |
| 1979  | Ferroviário (14)     |
| 1980  | Moto Clube (9)       |
| 1981  | Moto Clube (10)      |
| 1982  | Flamengo (8)         |
| 1983  | Flamengo (9)         |
| 1984  | Ypiranga (5)         |
| 1985  | Flamengo (10)        |
| 1986  | Ferroviário (15)     |
| 1987  | Ferroviário (16)     |
| 1988  | Non joué             |
| 1989  | Ferroviário (17)     |
| 1990  | Non joué             |
| 1991  | Ji-Paraná (1)        |
| 1992  | Ji-Paraná (2)        |
| 1993  | SE Ariquemes (1)     |
| 1994  | SE Ariquemes (2)     |
| 1995  | Ji-Paraná (3)        |
| 1996  | Ji-Paraná (4)        |
| 1997  | Ji-Paraná (5)        |
| 1998  | Ji-Paraná (6)        |
| 1999  | Ji-Paraná (7)        |
| 2000  | Guajará (1)          |
| 2001  | Ji-Paraná (8)        |
| 2002  | CFA (1)              |
| 2003  | União Cacoalense (1) |
| 2004  | União Cacoalense (2) |
| 2005  | Vilhena (1)          |
| 2006  | Ulbra (1)            |
| 2007  | Ulbra (2)            |
| 2008  | Ulbra (3)            |
| 2009  | Vilhena (2)          |
| 2010  | Vilhena (3)          |
| 2011  | Espigão (1)          |
| 2012  | Ji-Paraná (9)        |
| 2013  | Vilhena (4)          |
| 2014  | Vilhena (5)          |
| 2015  | Genus (1)            |
| 2016  | Rondoniense (1)      |
| 2017  | Real Ariquemes (1)   |
| 2018  | Real Ariquemes (2)   |
| 2019  | Vilhenense (1)       |
| 2020  | Porto Velho (1)      |
| 2021  | Porto Velho (2)      |
| 2022  | Real Ariquemes (3)   |
| 2023  | Porto Velho (3)      |
| 2024  | Porto Velho (4)      |

## Bilan
| Club             | Titres | Années                                                                                               |
| ---------------- | ------ | --- |
| Ferroviário      | 17     | 1946, 1947, 1948, 1949, 1950, 1951, 1952, 1955, 1957, 1958, 1963, 1970, 1978, 1979, 1986, 1988, 1989 |
| Flamengo         | 10     | 1956, 1961, 1962, 1963, 1965, 1966, 1967, 1982, 1983, 1985                                           |
| Moto Clube       | 10     | 1954, 1968, 1969, 1971, 1972, 1975, 1976, 1977, 1980, 1981                                           |
| Ji-Paraná        | 9      | 1991, 1992, 1995, 1996, 1997, 1998, 1999, 2001, 2012                                                 |
| Vilhena          | 5      | 2005, 2009, 2010, 2013, 2014                                                                         |
| Ypiranga         | 5      | 1945, 1953, 1959, 1964, 1984                                                                         |
| Porto Velho EC   | 4      | 2020, 2021, 2023, 2024                                                                               |
| Real Ariquemes   | 3      | 2017, 2018, 2022                                                                                     |
| Ulbra            | 3      | 2006, 2007, 2008                                                                                     |
| SE Ariquemes     | 2      | 1993, 1994                                                                                           |
| União Cacoalense | 2      | 2003, 2004                                                                                           |
| Botafogo         | 1      | 1974                                                                                                 |
| CFA              | 1      | 2002                                                                                                 |
| Espigão          | 1      | 2011                                                                                                 |
| Genus            | 1      | 2015                                                                                                 |
| Guajará          | 1      | 2000                                                                                                 |
| Rondoniense      | 1      | 2016                                                                                                 |
| São Domingos     | 1      | 1973                                                                                                 |
| São Paulo        | 1      | 1987                                                                                                 |
| Vilhenense       | 1      | 2019                                                                                                 |